# Aegiochus synopthalma
Aegiochus synopthalma là một loài chân đều trong họ Aegidae. Loài này được Richardson miêu tả khoa học năm 1909.